# Общество изучения местного края
О́бщество изуче́ния ме́стного кра́я (ОИМК, чув. Тăван ене тĕпчекен пĕрлĕх) — созданное 12 февраля 1921 года в Чебоксарах при Чувашском центральном музее объединение краеведов Чувашии для изучения местного края, распространения научных сведений о нём, ознакомления чувашского населения с жизнью и культурой народов страны.

## Цели и задачи Общества
Потребность во всестороннем изучении и разрешении многочисленных проблем молодой Чувашской автономии при отсутствии научных учреждений определила широкий диапазон исследований краеведческого общества: от вопросов истории, археологии, этнографии, фольклора, народного образования до различных аспектов экономики и охраны природы. Но основной удельный вес приходился на изучение историко-культурных вопросов. С одной стороны, это связано с пробуждением национального самосознания народов, не имевших своей государственности, когда закономерно возрастает интерес к национальной истории и культуре. 

## Структура, состав Общества
В обществе функционировали секции: естественно-историческая, историко-археологическая, этнографическая, общественно-политическая, художественно-литературая, научно-просветительская, организационно-инструкторская, информационная, с 1925 — конституционная.
В первый год в обществе состоял 51 человек, в 1924 году — 90, в 1926 году — 155, в том числе академиков, профессоров, научных работников — 27, преподавателей средних школ — 24, агрономов — 16, врачей — 6, литераторов — 6, художников — 6, учащихся — 27, остальные — государственные служащие.
В актив Общества изучения местного края входили краеведы-энтузиасты К. В. Элле, Д. С. Эльмень, Н. И. Ванеркке, И. К. Лукьянов, Д. П. Петров, Ф. П. Павлов.

## История
Общество (ОИМК) было создано 12 февраля 1921 года в Чебоксарах при Чувашском центральном музее как объединение краеведов Чувашии для изучения местного края. Активное участие в создании общества принимал Эльмень Д. С..
Устав общества утверждён Чувашским областным исполкомом 16 апреля 1921 года, совет избран на следующий день. 17 апреля 1921 года членом президиума при открытии заседания чувашского Общества по изучению местного края, заседание которого проходило в помещении Государственного чувашского театра, был председатель Чувашской областной ЧК И. А. Кадушин.
Местные краеведы вели учёт и регистрацию памятников археологии, сбор археологических предметов для музеев (А. В. Васильев, К. В. Элле и др.). Эпизодически они проводили разведочные работы и раскопки. А. П. Милли (Прокопьев) выявлял и изучал надгробные камни с арабскими письменами; К. В. Элле осматривал объекты древности, а также провёл раскопки на месте находки Тихомировского клада джучидских монет (1928). В Трудах Общества изучения местного края были напечатаны книги В. Ф. Смолина «Абашевский могильник в Чувашской республике» (1928), отчёты П. П. Ефименко и статьи по археологии Чувашии. К. В. Элле и Н. А. Архангельский в конце 1920-х гг. подготовили рукописный свод археологических и этнографических объектов «Топонимика Чувашии. Древности Чувашской АССР». В 1930 году П. Н. Третьяков продолжил работы Средневолжской экспедиции ГАИМК, началось изучение памятников фатьяновской (балановской) культуры в Чувашии (Атликасинский курганный могильник).
В 1930-е годы активные члены общества были обвинены в буржуазном национализме и репрессированы, общество прекратило своё существование. 

## Современное состояние
Продолжателем ОИМК позиционирует себя созданное в 1991 году Общество краеведов Чувашии. 